# Ralf Bendix
Karl Heinz Schwab (n. 16 august 1924, Dortmund, Republica de la Weimar – d. 1 septembrie 2014, Stansstad, Cantonul Nidwald, Elveția), cunoscut ca Ralf Bendix, a fost un cântăreț și compozitor de muzică ușoară german.